# Poljanka
Poljanka (ryska: Полянка, "Poljankagatan") är en tunnelbanestation på Serpuchovsko-Timirjazevskaja-linjen i Moskvas tunnelbana. Stationen ligger mitt emellan gatorna Stora och Lilla Poljanka och är den station som har minst antal resenärer av stationerna innanför ringlinjen.   
Stationen är en trespanns pelarstation. Vid centralhallens slut finns skulpturen "Ung familj" i kolorerad keramik av konstnären S.A. Gorjainov.